# Zamarada rhamphis
Zamarada rhamphis är en fjärilsart som beskrevs av Fletcher 1974. Zamarada rhamphis ingår i släktet Zamarada och familjen mätare. Inga underarter finns listade i Catalogue of Life.